# Omdlenie sytuacyjne
Omdlenie sytuacyjne – omdlenie o charakterze odruchowym, związane z sytuacjami, jak mikcja, defekacja, kaszel, ból, gra na instrumentach dętych, podniesienie ciężaru, obfity posiłek i występujące bezpośrednio po tych czynnościach.
U podstaw wystąpienia omdlenia sytuacyjnego leży odruch związany z podrażnieniem przez ból lub inny bodziec fizyczny lub psychiczny nerwu błędnego, który doprowadza do zwolnienia szybkości akcji serca lub wręcz asystolii, co powoduje spadek rzutu minutowego serca, pogorszenie przepływu krwi przez mózg i doprowadza do wystąpienia omdlenia.
O rozpoznaniu tej postaci omdlenia decyduje wywiad. Celem wykluczenia innych postaci omdleń neurokardiogennych wykonuje się test pochyleniowy. Pomocne może być także wykonanie próby Valsalvy w pozycji leżącej i stojącej.
Omdlenia sytuacyjne występują przede wszystkim w starszym wieku. Z uwagi, że wystąpienie omdlenia zagrożone jest ryzykiem upadku i urazu, postępowanie z osobami cierpiącymi na omdlenia sytuacyjne powinno być ukierunkowane na minimalizowanie ryzyka uszkodzeń ciała.
Wśród metod zapobiegawczych zwraca się uwagę na:
- unikanie sytuacji doprowadzających do omdlenia (np. unikanie obfitych posiłków)
- skuteczne zapobieganie zaparciom
- unikanie wypijania dużej ilości płynów przed spoczynkiem nocnym[5]

leczenie farmakologiczne:
Midodryna- Midodryna działa przez pobudzanie receptorów alfa-1 adrenerginczych, zwężając tym samym naczynia krwionośne i zwiększając ciśnienie.